# 安城農業図書館
安城農業図書館（あんじょうのうぎょうとしょかん）は、かつて愛知県碧海郡安城町（現・安城市）にあった私立図書館。安城町農会によって運営されていた。正式名称は財団法人安城図書館（ざいだんほうじんあんじょうとしょかん）。

## 歴史

### 安城の農業

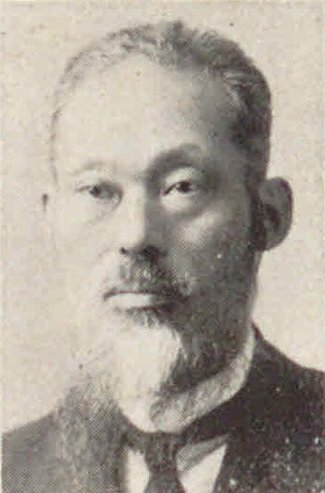
安城の農業振興に力を尽した山崎延吉

三河国碧海郡の碧海台地には江戸時代まで原野が広がっていたが、1881年（明治14年）に開通した明治用水のおかげで先進的な農業地域に変貌。碧海郡安城町で行われた多角形農業経営手法は、農業先進国デンマークになぞらえて「日本デンマーク」と呼ばれた。
全国各地から農業関係者が安城町に視察に訪れ、農会（農会法によって公認された農業団体）が建設した安城町農会館、農事試験場、愛知県立農林学校、農業補習学校、明治用水などを見て回ったという。1932年度（昭和7年度）・1933年度（昭和8年度）の視察者は年間12,000人にも上った。日本列島だけでなく朝鮮・大連・樺太などからも視察者が訪れ、民間人だけでなく農林省や商工省からも視察者が訪れた。

### 図書館の開館
当時の農村部の青年の間で盛んだった娯楽には読書が挙げられ、娯楽設備としてラジオや図書館が望まれた。1928年（昭和3年）には全国各地で昭和天皇即位の礼に伴う記念行事・記念事業が実施され、安城町農会は図書館の建設を企画した。安城における図書館活動は、1931年（昭和6年）に安城町農会が財団法人安城図書館（通称 : 安城農業図書館）を設置したことを始まりとする。当時の農民は図書に接する機会に乏しく、図書館設置の目的には農業知識の啓蒙や教養の向上などがあった。当時の安城町は赤字決算を続けていたため、自治体ではなく財政豊かな安城町農会が図書館整備を主導したのである。安城町農会は安城町大字安城字数馬（現在の安城駅西立体駐車場付近）に226坪（約750m2）の土地を購入し、1928年度（昭和3年度）と1929年度（昭和4年度）の2年間で16,000円の経費を計上した。

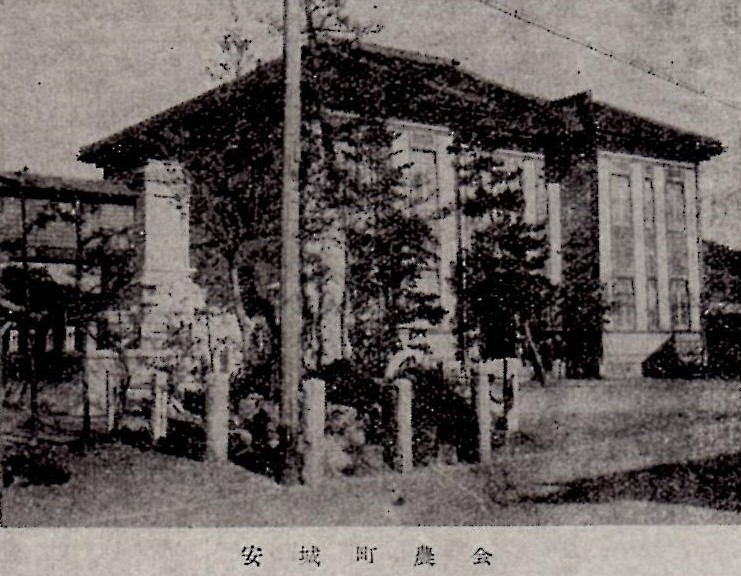
1927年竣工の安城町農会館

1930年（昭和5年）8月17日、建坪70坪・延床面積120坪、木造2階建の洋館として安城農業図書館が竣工し、落成記念式典には農林省農務局長なども参列した。図書館の建物はかつて碧海郡警察署として使用されていた建物であり、安城町農会が払い下げを受けて移築したものである。碧海郡教育会より譲り受けた図書が蔵書の中心となり、これに安城町農会が購入した図書と寄贈された図書が加えられた。文部省社会教育局による1927年の『図書館一覧』によると、当時の碧海郡域には高浜町立高浜図書館、依佐美村立小垣江図書館、依佐美村立高棚図書館、依佐美村立野田図書館、依佐美村立半高図書館の5館があるのみだった。自治体農会が運営する図書館は全国的に見て珍しく、「農業図書館」の名を掲げたものは他に例がなかった。
1931年（昭和6年）1月4日には岡正雄愛知県知事から図書館設立許可を得て正式に開館。安城町農会長が初代館長を兼任し、安城町農会幹事が書記を兼務した。1932年（昭和7年）6月には非常勤の司書が配置され、1933年度（昭和8年度）には常勤職員が配置されて本格的に開館した。4月1日には館外貸出が開始され、休館日は月曜日のみ、冬季は9時-16時、夏季は8時-17時まで開館という開館規則が確立した。当時の館外貸出制度は最大2冊・最大14日間であり、保証金3円を預けることで館外貸出が可能となった。1階は辞書や雑誌類の書架がある一般室、児童室や書架がある予備室、書庫、事務室、応接室などであり、2階は会議室だった。

### 開館後

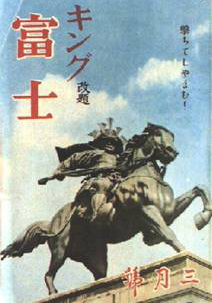
『キング』（1943年3月号）

1933年（昭和8年）には児童用図書も購入されたが、児童用図書は館内閲覧にとどめられた。農業に関連する図書や雑誌が多く、文学では古典文学や近代文学の全集が多かった。安城農業図書館では日本十進分類法に準拠した図書分類が採用されている。利用者は索引簿（図書目録カード）から読みたい本を選んで図書閲覧票に記入し、係員が書庫から図書を出して利用者に手渡した。1932年（昭和7年）には計50日の開館日に600人が図書を閲覧した。1933年（昭和8年）1月に初めて作成された蔵書目録に記載されている雑誌は以下のとおりである。
1933年（昭和8年）には農会が主導して、青年団を中心にして安城町読書組合を立ち上げた。農会は青年団の会員に対して図書の無料帯出票を提供して貸出を奨励し、読書組合では輪読会、座談会、修養会などが定期的に開催された。同年には安城町内に5校あった尋常小学校内の青年団分団に巡回文庫が設置された。これらの活動の指導者は山崎延吉である。1935年（昭和10年）には文部省によって優良図書館として表彰されている。1936年（昭和11年）には2階の一角に農業参考室が開設され、農機具や農業資料などが展示されて資料館としての役割を果たした。
1934年（昭和9年）の統計によると、貸出を受けることができる読書組合員は657人、貸出冊数は13,797冊であり、1人あたりの貸出冊数は21冊に達した。1935年（昭和10年）3月11日には優良図書館として表彰され、表彰を記念して8月26日に農会館で催された安城図書館読書大会では、岡崎市立図書館の柴田顕正館長が講演を行った。
1932年度（昭和7年度）の蔵書数は4,108冊・閲覧人数は600人だったが、太平洋戦争前の1938年（昭和13年）には蔵書数8,141冊・閲覧人数10,513人と閲覧人数がピークを迎え、1942年（昭和17年）には蔵書数10,382冊・閲覧人数5,248人となった。戦局が悪化した1943年（昭和18年）には、一部の蔵書を3か所に分けて疎開させた。同年9月15日には農業団体法が施行されたことで安城町農会が廃止され、安城農業図書館は閉館となった。

### 閉館後
1947年（昭和22年）7月、安城農業図書館の建物は安城簡易裁判所庁舎となった。この建物は安城市に残された明治期唯一の建物であり、文化財としての保存を望む声も強かったが、1972年（昭和47年）に簡易裁判所の移転が決定すると解体されることになった。最終的に建物は安城市農業協同組合（現・JAあいち中央）の手に渡り、安城市農協は跡地に電化センターを建設する計画を発表した。その後、安城農業図書館跡地には安城市営安城駅西駐車場東棟が建っている。